# ژان جورکائف
ژان جورکائف (به فرانسوی: Jean Djorkaeff) بازیکن فوتبال و مدافع اهل فرانسه است که از سال ۱۹۶۴ تا ۱۹۷۲ میلادی عضو تیم ملی فوتبال فرانسه بوده‌است. وی در ۴۸ بازی ملی حضور داشته است و در بازی‌های ملی‌اش ۳ گل به ثمر رساند.